# Papillaria subpolytricha
Papillaria subpolytricha là một loài Rêu trong họ Meteoriaceae. Loài này được Besch. mô tả khoa học đầu tiên năm 1892.